# Fonds orienté par les donateurs
Un « fonds conseillé par les donateurs », désigné aussi sous l'appellation de « fonds orienté par les donateurs » (« donor-advised fund » pour les anglophones, parfois abrégé en « DAF ») constitue l'une des formes de « fonds spéciaux » légalement autorisés aux États-Unis. Il s’agit d’un fonds financier ayant comme particularité que les dons qui y sont versés doivent être utilisés d'une manière conforme à la volonté du donateur, souvent sous forme de sponsoring où le nom du fond apparait, mais non celui du donateur. La  contribution est irrévocable et donne droit à une déduction fiscale maximale et immédiate, le donateur choisit le nom du compte, ses conseillers et son éventuel successeurs ou bénéficiaires de bienfaisance. L’argent ou les actions (le don de titres cotés en bourse est l’une des façons les plus courantes d’alimenter ce type de fonds, sans impôts sur la plus-value) placé dans le compte peut être investi ou croître (sans impôts) et à tout moment tant que le compte n’est pas vide, le donateur peut recommander un don massif ou des dons multiples ou échelonnés à partir de son compte à des organismes de bienfaisance admissibles. Ce type de fonds n’est généralement autorisé à recevoir que de l’argent liquide, des chèques ou des versements bancaires, mais  non des œuvres d’art, des propriétés ou des parts de sociétés (comme pourraient en recevoir une fondation). Le gestionnaire du fond doit être une « organisation charitable » déclarée et spécialement créée pour recevoir et gérer des dons de bienfaisance.  Le gestionnaire gère les fonds versés au nom des entités (organisations, familles ou individus) qui les ont versés, tout en respectant leur anonymat. Il peut se faire aider par des conseillers en philanthropie.
Cette sorte de fonds est souvent alimenté par des personnes très riches (certains auteurs parlent de « philanthropie des élites »).
Il est reproché à ces fonds une certaine opacité et de pouvoir être facilement détourné d'un usage philanthropique. Certains de ces fonds ne reçoivent d'argent que de quelques donneurs ou d'un cercle de donneurs dont les critères d'affectation du fond et leurs motivations réelles pourraient être éloignés des objectifs philanthropiques annoncés : la chercheuse Ilana F. Silber note ainsi que les motivations et les choix d’utilisation de leurs dons par certains riches donateurs semblent plus animés par la « colère » contre un gouvernement qui les gêne ou qui prélèvent des impôts qu'ils jugent trop importants sur leur fortune ou pour leurs entreprises que par un intérêt réellement philanthropique. D'autres évoquent la colère de riches industriels contre des études scientifiques ou une politique qui pourrait nuire à leurs intérêts financier, plutôt que par une motivation réellement éthique et altruiste ; ainsi, pour l'Australien Iain Hay, quelques exemples marquants questionnent la générosité à l'âge d'or de la philanthropie.

## Histoire
Ces fonds spéciaux ont été créés dans une période de crise (au début des années 1930) aux États-Unis, afin de favoriser les dons aux œuvres de charité et de bienfaisance.
Le New York Community Trust est le premier fonds de ce genre (conseillé par les donateurs) créé, en 1931. 
Le second n’a été créé que 4 ans plus tard, en 1935 mais ce secteur est en plein développement depuis notamment que de grands sponsors commerciaux, des établissements d'enseignement et des organismes de bienfaisance indépendants ont développé cette « offre de service ». 
Parmi les fonds de bienfaisance, les fonds orientés par les donateurs sont ceux qui ont enregistré la plus forte croissance aux États-Unis, avec plus de 175.000 donateurs et un total de plus de 37 milliards de dollars d'actifs (trouver élément de comparaison)  ; le NPT représente 3 % du total des dons philanthropiques faits aux États-Unis selon le NPT .

## Statut juridique
Les donor-advised funds sont aux États-Unis classés parmi les Community foundations ou CFs (des sortes de fondations communautaires considérées comme des instruments de la société civile visant à mettre en commun des dons pour un investissement coordonné, initialement dédiés à l'amélioration sociale dans un lieu ou une communauté donnée).
Il en existerait environ 1700 dans le monde, dont près de la moitié (plus de 700) basés aux États-Unis où ils ont un statut favorable spécial dans le système fiscal et juridique (les donateurs qui versent de l’argent ou des actions à ce type de fonds y bénéficient des déductions fiscales les plus hautes possibles aux États-Unis pour un don).

## Gestion
La plupart des fonds conseillés par des donateurs facturent au donateur des frais administratifs (1 % par an par exemple), des frais de gestion  courante et des suppléments pour certains dons (par exemple destinés à des organismes étrangers de bienfaisance). 
Le gestionnaire de fonds peut entre-temps faire fructifier cet argent (par exemple le National Philanthropic Trust proposait début 2016 à ses donateurs d’investir leur argent non encore versé à un organisme dit philanthropique dans les fonds suivants : Mainstay ICAP Select Equity ; Prudential Jennison 20/20 Focus  ; Wells Fargo Premier Large Cap Fund ; JP Morgan Mid Cap Value ; ING Mid Cap Opportunities ; ING Small Cap Opportunities ; Fidelity Advisors Small Cap Value ; International Equity ; Federated International Small-Mid Company ; Emerging Markets Fund ; Virtus Emerging Markets ; Fidelity Advisors Emerging Markets ; Western Asset Core Fund ;  Loomis Sayles Core Plus Bond Fund  ; Calvert Ultra-Short Bond Fund ; UBS Select Prime Institutional ; Select Treasury Institutional. Les plus-values éventuellement obtenues serviront à augmenter les dons à l’utilisateur final.

## Procédure de versement
Aux États-Unis, pour contribuer  à ce type de fond, la personne ou l’organisation donatrice doit ouvrir un compte à la caisse américaine des dépôts et liquidités, de titres ou auprès d'autres instruments financiers.
Le donateur perd définitivement la propriété de tout ce qu'il a versé dans le fonds, mais conserve un contrôle important de la façon dont l’argent que contient leur compte est investi, de même que sur la façon dont il distribue de l'argent à des organisations caritatives.
Les « donateurs » n’ont pas à créer de fondation privée ; ils bénéficient d’un anonymat bien plus important que s’ils avaient donné directement de l’argent à une fondation de bienfaisance.
Le National Philanthropic Trust américain compare ce type de fonds à une sorte de compte courant de bienfaisance : le donateur contribue au fonds aussi fréquemment qu'il le souhaite mais en recommandant de subventionner tel ou tel type d’organisme de bienfaisance quand le donateur le souhaite et à un rythme et à des hauteurs financières qu’il choisit.

## Avantages/inconvénients par rapport à une fondation privée

### Avantages
Un fonds orienté par le donateur fournit à ce dernier un moyen souple et efficace de transmettre de l'argent à des œuvres caritatives de son choix, avec une grande commodité administrative (il n’a pas à administrer cet argent ni à s'occuper de formulaires ou papiers administratifs), et des économies de coûts de fonctionnement (2,5 % à 4 % des actifs d’une fondation sont chaque année consommés pour le fonctionnement d’une fondation), et des avantages fiscaux.
Parce que ces fonds sont gérés et abrités par des organismes de charité publique déclarés comme tels auprès de l'État, les donateurs américains reçoivent la déduction fiscale la plus élevée possible au moment de leur don, tout en évitant les taxes d'accise et d’autres restrictions imposées aux fondations privées. En outre, les bailleurs de fonds s’évitent les coûts de mise en place et l'administration d'une fondation privée, y compris en termes de dotation en personnel et de frais juridiques. Dans les fondations, le donneur se voit attribuer un certain statut « consultatif », mais en tant que tel, l’administrateur du fonds n'est pas légalement lié au donateur qui peut au mieux émettre des recommandations, la fondation  octroie des subventions à d'autres organismes publics de bienfaisance.
Il est administrativement compliqué de donner un petit nombre d’actions ou un peu d’argent à, par exemple, 20 organisations caritatives. Il est plus facile de donner un grand nombre d’actions ou une grosse somme d’argent à un « fonds conseillé par les donateurs » tout en faisant 20 recommandations de subventions distinctes au gestionnaire du fonds.
Certains fonds conseillés par des donateurs sont orientés vers des organismes de bienfaisance étrangers. Or, dans de nombreux pays, les dons faits aux organismes de bienfaisance étrangers par des personnes ne sont généralement pas déductibles d'impôt.
Chaque donateur peut avant sa mort « créer un héritage dons de charité en nommant un ou plusieurs successeurs ou bénéficiaires de bienfaisance pour gérer son compte ou ses comptes et recommander des subventions après la mort de ce donateur » .

### Inconvénients
Un fonds conseillé par les donateurs est plus limité qu’une fondation privée, laquelle peut, elle, accepter des dons d'actifs non-liquides ou inhabituels (parts de propriété d'une entreprise privée, œuvres d’art, actifs immobiliers, partenariats ou parts de société en commandite…). En outre, les fondateurs ou le conseil d'une fondation privée ont un contrôle complet sur l'endroit où sera affecté les dons, dans les larges limites de ce qui est juridiquement autorisé, alors que dans un fonds conseillé par les donateurs, un donateur ne peut normalement pas aller jusqu’à choisir où l'argent devrait aller ; il n’est théoriquement autorisé qu’à « conseiller » et bien que cela soit a priori rare, une organisation de parrainage pourrait peut-être ne pas tenir compte de l'intention du donateur. 

Enfin, la plupart des fonds conseillés par des donateurs ne peuvent donner de l’argent qu’à des organisations de type IRS certifiées 501 (c) (3) ou à leurs équivalents étrangers. Ce qui exclut, par exemple, la plupart des types de dons à des particuliers, ainsi que  les bourses d'études-deux choses qu’une fondation privée peut faire plus facilement.
Les fonds conseillés par des donateurs ont en outre souvent une durée de vie limitée alors qu'une fondation peut persister pendant des générations et même théoriquement à perpétuité. Certains organismes de parrainage imposent une fin ("coucher de soleil") aux  fonds conseillés par des donateurs après quoi ils sont versés dans le pot commun donné aux œuvres de charité.
Le donateur doit faire un apport minimum pour ouvrir son compte  (ex 25 000 $ au minimum dans le cas du National Philanthropic Trust début 2016)

## Détournement d’usage
Ces fonds privés et anonymes sont selon The Independent (2013)  de plus en plus détournés pour financer la diffusion d’idées et de messages idéologiques et politiques et notamment « climatosceptiques », visant à discréditer les scientifiques qui travaillent sur l’évaluation et la prospective climatique, dont – paradoxalement - en les accusant de manque de transparence. A titre d'exemple, de 2002 à 2010, le Donors Trust a ainsi accordé 13,5 millions de dollars à l'Institut Heartland connu pour ses positions et actions en faveur du climatoscepticisme.

## Régulations et évolutions récentes du cadre réglementaire
L’actuel Droit fiscal américain permet au donateur de « titres à valeur accrue » (appreciated securities) ou d'autres actifs d’obtenir une déduction d'impôt indexée sur la valeur marchande du don tout en évitant les taxes sur la plus-value (capital). 
Ce double avantage fiscal peut rendre un don de « biens à valeur accrue » à un organisme de bienfaisance financièrement plus attractif que la vente d’actifs et qu’un don en espèces. Outre d’avantages fiscaux, le donateur s’évite les tracas de transfert d'actifs non monétaires à plusieurs organisations. Cette combinaison de « confort » et d’avantage fiscal explique le relatif succès de ces dons.
Jurisprudence : En 1985, devant la Cour « United States tax court », la Fondation nationale (NFI pour « National Foundation » Inc.  renommée “WaterStone”) a défendu son standard de gestion pour ce type de  fonds (conseillés par des donateurs) contre l'IRS (Internal Revenue Service) dans  l’affaire National Foundation, Inc. v. United States. La fondation NFI avait un total contrôle et la propriété intégrale de ce qu'on appellera plus tard des fonds conseillés par le donateur, et elle peut exercer son pouvoir discrétionnaire en matière d’autorisation de distributions « caritative » de ces fonds. La cour a néanmoins conclu que la NFI pouvait faire l’objet d'exemption fiscale et être classée comme 501(c)(3) organisation à but non lucratif en tant que gestionnaire de fonds conseillés par les donateurs. 
Les donateurs (bailleurs de fonds) conservent le privilège de pouvoir être consultés et émettre des recommandations, mais la NFI n'a pas obligation d'utiliser les fonds sur la base de ces recommandations, en particulier si le destinataire ne respecte  pas tout ou partie des cinq « normes » d'un organisme de bienfaisance, identifiés par le tribunal : 
1. compatibilité avec la notion de bienfaisance telle que précisées à l'article 501 (c) (3) ;
2. disposer d’un budget raisonnable ;
3. être financé de manière adéquate (légale) ;
4. être doté d'un personnel compétent et bien formé ;
5. qu’il puisse y avoir un suivi et une supervision efficace par la NFI.

Cette jurisprudence a ouvert la porte à de nombreux autres fournisseurs de services qui se sont lancés dans la collecte et gestion de fonds conseillés par les donateurs.
Le 17 août 2006, le président George W. Bush, a promulgué une nouvelle loi : la Pension Protection Act of 2006 (H.R. 4) qui inclut quelques modifications au cadre réglementaire des fonds conseillés par les donateurs, en s’alignant sur les « standards » de la NFI.
Les modifications concernant les fonds des donateurs avisés comprennent : 
- une définition juridique de ce qu’est un fond orienté par le donateur ;
- une liste des paiements interdits aux bailleurs de fonds et aux conseillers des fonds orienté par le donateur ;
- de nouvelles règles concernant les activités vers lesquelles les dons peuvent être orientés (pour ce type de fonds) ;
- les documents requis pour toute contribution à un fonds orienté par le donateur.